# Сєвероморськ (великий протичовновий корабель)
«Сєвероморськ» — великий протичовновий корабель (ВПК) проекту 1155. Входить до складу Північного флоту ВМФ Росії. Бортовий номер: 619.

## Історія
Закладений на заводі «Янтар» в Калінінграді 12 липня 1984 року. На стапелях змінив назви «Маршал Будьонний» і «Маршал Жуков». Спущений на воду 24 грудня 1985 року під назвою «Сімферополь». 24 січня 1988 року увійшов до складу ВМФ СРСР.
24 січня 1996 року великий протичовновий корабель «Сімферополь» був перейменований у великий протичовновий корабель «Сєвероморськ».

## Служба

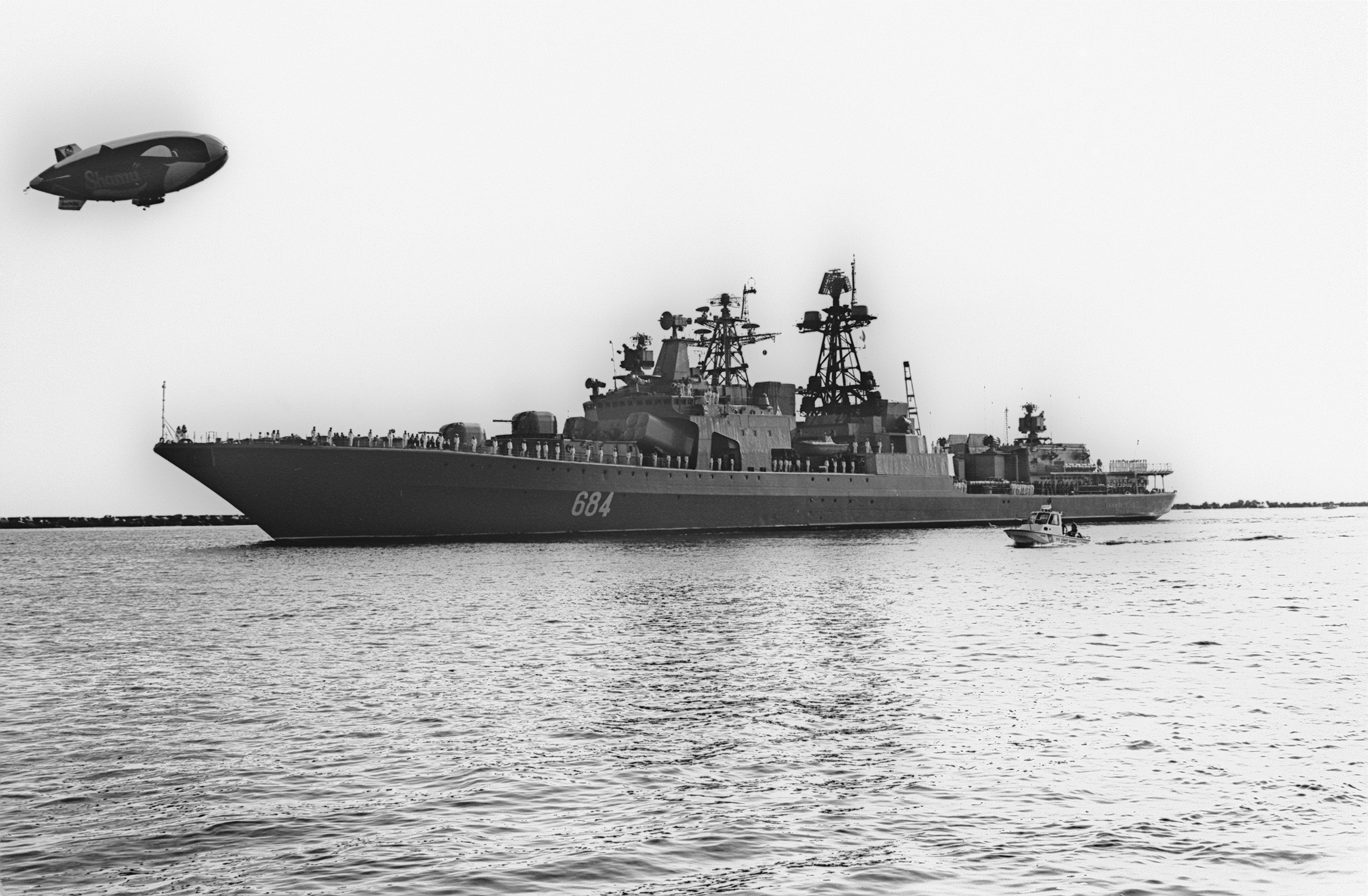
«Сімферополь» у 1991 році

У 1996 і 1997 роках був визнаний одним з кращих ВПК за протичовновою підготовкою на Північному флоті.
У 1998—2000 роках пройшов ремонт на суднобудівному заводі «Північна верф» в Санкт-Петербурзі.
У період з 20 по 30 червня 2002 року корабель виконував завдання бойової служби в районі архіпелагу Шпіцберген.
У вересні 2004 року корабель брав участь у спільних російсько-американських навчаннях «Північний орел — 2004» і виконував завдання неофіційного візиту до порт Ставангер (Норвегія).
У період із 7 по 11 червня 2010 року корабель взяв участь у російсько-норвезьких навчання «Помор-2010». З норвезької сторони брав участь фрегат УРО «Отто Свердруп».
З 8 травня по 24 жовтня 2011 року вирішував завдання з охорони цивільного судноплавства в районі Аденської затоки. «Сєвероморськ» виконав завдання з охорони 41 цивільних суден, провів 11 караванів в Аденській затоці і Африканському розі, здійснив ділові заходи: 17 травня в порт Лісабон (Португалія), 25 травня в порт Суда (Греція), 11 червня та 23 липня в порт Джибуті (Республіка Джибуті), 24 вересня в порт Тартус (Сирія), 3 жовтня в порт Сеута (Іспанія).
З 11 по 16 травня 2012 року спільно з ВПК «Адмірал Чабаненко» взяв участь у спільних російсько-норвезьких морських навчаннях «Помор-2012».
З 18 грудня 2012 року по 26 червня 2013 року здійснив 190 денний похід в район Аденської затоки через Атлантичний океан і Середземне море. За час походу корабель пройшов понад 30 000 миль. ВПК виконував завдання по охороні 16 цивільних суден, провів кілька караванів в Аденській затоці і Африканському розі, здійснив ряд ділових заходів у порти іноземних держав Сеута (Іспанія), Суду (Греція), Ла-Валетта (Мальта). У цьому ж поході представив Росію в міжнародному військово-морському навчанні, присвяченому протидії піратству. В ході цього навчання моряки-північноморці успішно взаємодіяли з екіпажем десантно-вертолітного корабля-дока «Сан-Марко» ВМС Італії. Так само екіпаж корабля надав допомогу морякам маломірного сирійського риболовецького судна «Дельфін».
З 20 листопада 2014 року спільно з ВДК «Олександр Отраківський» і кораблями постачання вирушив у похід з метою провести навчання в районі Ла-Маншу.
28 листопада 2014 року загін кораблів форсував найвужчу частину протоки.
Станом на 15 січня 2015 року покинув порт Салала (Оман) і вийшов в Аравійське море, щоб супроводити конвой цивільних суден через Аденську затоку.
Станом на 4 квітня 2015 року подолав Туніську протоку і продовжив рух у західному напрямку.
Станом на 14 квітня 2015 року, у складі інших кораблів ВМС Росії увійшов у протоку Ла-Манш, прямуючи на навчання у північно-східну Атлантику.
25 квітня 2015 року повернувся на постійне місце дислокації Сєвероморськ.
8 липня 2016 року корабель покинув сухий док 35-го СРЗ.
15 жовтня 2016 року, у складі корабельної авіаносної групи (очолюваної ТАВКР «Адмірал Флоту Радянського Союзу Кузнєцов», а також включає ТАРКР «Петро Великий» і великий протичовновий корабель «Віце-адмірал Кулаков», а також судна забезпечення) вийшов у похід в райони північно-східної Атлантики і Середземного моря, для виконання завдань у складі Середземноморської ескадри ВМФ Росії. За цей дальній морський похід корабель пройшов 18 тисяч морських миль.
З 13 лютого 2017 року бере участь у міжнародному військово-морському навчанні «АМАН-2017» в Аравійському морі.
10 серпня 2017 року вийшов із Сєвероморська в складі загону кораблів і суден забезпечення Північного флоту, і взяв курс на східні райони Арктики.
15 серпня 2017 прибув у північний порт континентальної частини Росії — Діксон і встав на якір на рейді порту. Надалі ВПК «Сєвероморськ» вперше в історії флоту піднявся вгору за течією великої сибірської ріки Єнісей і зайшов в Таймирський порту Дудінка. За час стоянки в порту на його борту були організовані виставки сучасного озброєння і обмундирування в рамках військово-технічного форуму «Армія-2017» на Північному флоті.
5 вересня 2017 року вийшов з Єнісейського затоки в Карське море для продовження походу по Північному морському шляху.
14 вересня 2017 року загін кораблів на чолі з ВПК «Сєвероморськ» завершив перехід до архіпелагу Новосибірських островів і зайняв місця якірних стоянок в затоці Стахановців Арктики. Надалі ВПК «Сєвероморськ» та ВДК «Кондопога» забезпечили висадку морського десанту на необладнане узбережжя острова Котельний, після чого, завершивши виконання поставлених завдань в районі архіпелагу Новосибірські острови, взяли курс на захід.
4 жовтня 2017 року загін кораблів на чолі з ВПК «Сєвероморськ» прибув на головну базу Північного флоту – Сєвероморськ, після успішного виконання завдань походу по морях Північного Льодовитого океану.
З 5 липня 2018 року здійснює дальній морський похід. Побував у портах Алжир, Вікторія, Пемба і Анціранана, взяв участь в російсько-японських військово-морських навчаннях антипіратської спрямованості в Аденській затоці, в російсько-пакистанських навчаннях з протипіратської діяльності «Аравійський мусон – 2018». 8 січня 2019 року корабель пройшов протоку Дарданелли і увійшов в Мармурове море.
9 січня 2019 року увійшов до Чорного моря, взяв курс на Севастополь. На думку журналістів із Депо він був направлений до Чорного моря після відвідання Чорного моря англійським кораблем та десантним кораблем ВМС США USS Fort McHenry (LSD-43) з 22-ї морської експедиційної групи 6-го флоту США.
10 січня 2019 року о 9:15(UTC +3) зайшов до бухти м. Севастополь. Планується, що в Севастополі корабель пробуде близько місяця, протягом якого він буде перебувати під оперативним управлінням Чорноморського флоту. На цей період екіпаж йде у відпустку, а ВПК пройде технічне обслуговування. Також на ньому будуть поповнені запаси.

## Фотогалерея

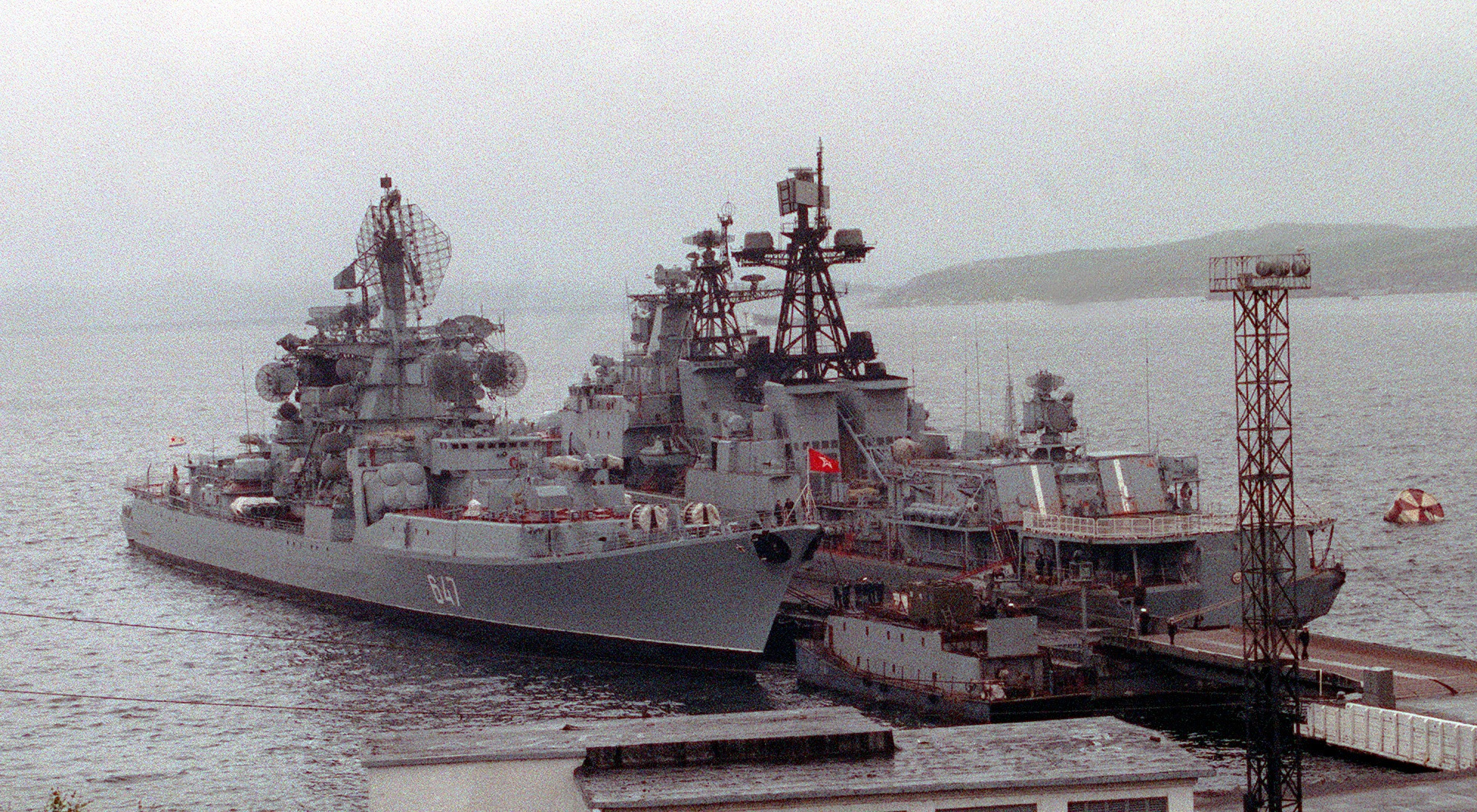
ВПК «Адмірал Ісаков» і «Сімферополь» в Сєвероморську, липень 1992